# Ислам на Гуаме
Ислам на Гуаме — религия меньшинства на острове. На Гуаме насчитывается около 50 мусульман, что составляет менее 0,1 % от всего населения острова.

## История
Ислам начал массово проникать на Гуам в XX — начале XXI века вместе с мигрантами из Пакистана, Индия, Эритреи, Афганистана, арабских стран, таких как Египет, Судан и Марокко, а также из Малайзии, Индонезии и США. Распространению ислама на острове содействует Ассоциация мусульман Гуама. Максимальное количество мусульман на острове зафиксированное Ассоциацией составляло 100 человек.

## Современное положение
Исламское присутствие на острове Гуам в значительной степени ограничено. В настоящее время по оценкам центра Pew количество мусульман на острове составляет менее 0,1 %. На Гуаме построена только одна мечеть. Мечеть Аль-Нур расположена в деревне Мангилао, была построена в 2000 году.
Ассоциация мусульман Гуама занимается распространением ислама на острове, налаживает сотрудничество с другими религиями, а также занимается организацией мусульманских праздников таких как Ураза-байрам и Курбан-байрам.

## Ассоциация мусульман Гуама
Ассоциация мусульман Гуама была основана в 1990 году для удовлетворения потребностей растущей мусульманской общины на Гуаме. Расположен в деревне Мангилао рядом с мечетью Аль-Нур.